# John Hamer

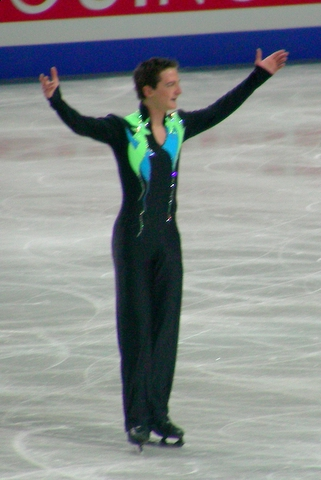
John Hamer

John Hamer (Londen, 12 september 1984) is een Britse (Engels) kunstschaatser.
Hamer is actief als individuele kunstschaatser en wordt gecoacht door Gary Jones. 
| records             | punten | datum      | toernooi                   |
| ------------------- | ------ | ---------- | -------------------------- |
| Hoogste totaalscore | 144.10 | 27-01-2005 | EK 2005                    |
| Hoogste korte kür   | 51.02  | 24-01-2007 | EK 2007                    |
| Hoogste lange kür   | 96.79  | 14-10-2005 | Karl Schäfer Memorial 2005 |

## Belangrijke resultaten
| Kampioenschap           | 2003 | 2004 | 2005 | 2006 | 2007 |
| ----------------------- | ---- | ---- | ---- | ---- | ---- |
| Wereldkampioenschap     |      |      | 29e  | 30e  |      |
| Europees Kampioenschap  |      |      | 19e  | 25e  | 21e  |
| Nationaal Kampioenschap | *    | 9e   | Goud | Goud | Goud |

* Junioren